# 建国法商学院
私立建国法商学院，是1946年至1949年存在于南京市的一家私立文科高等学校。校址宁海路匡庐路。校长萧铮。

## 历史
1946年中国地政学会地政研究所改建为建国法商学院。1948年有教职工48人，在校学生493人。1949年4月23日南京市解放后，当年政治大学、建国法商学院被撤销。